# Poiocera meleagris
Poiocera meleagris är en insektsart som beskrevs av Gerstaecker 1860. Poiocera meleagris ingår i släktet Poiocera och familjen lyktstritar. Inga underarter finns listade i Catalogue of Life.